# おぜんやご飯のしたくと金貨を生む騾馬と棍棒袋から出ろ

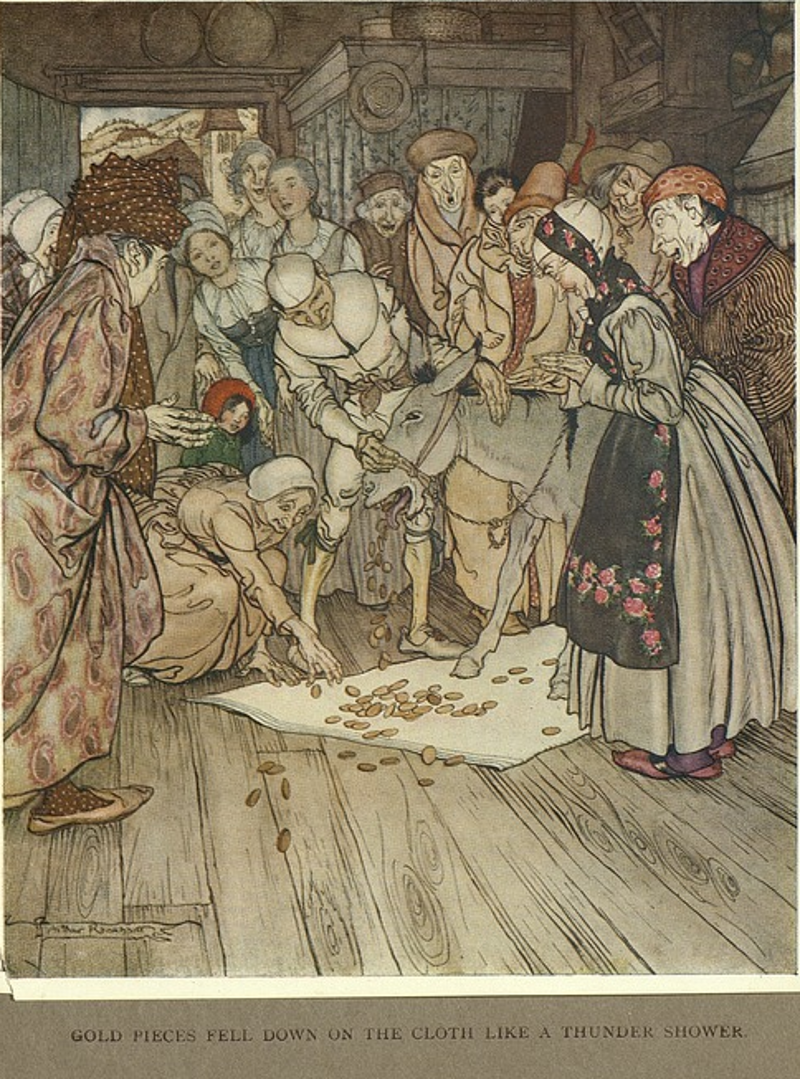
Arthur Rackham 1917

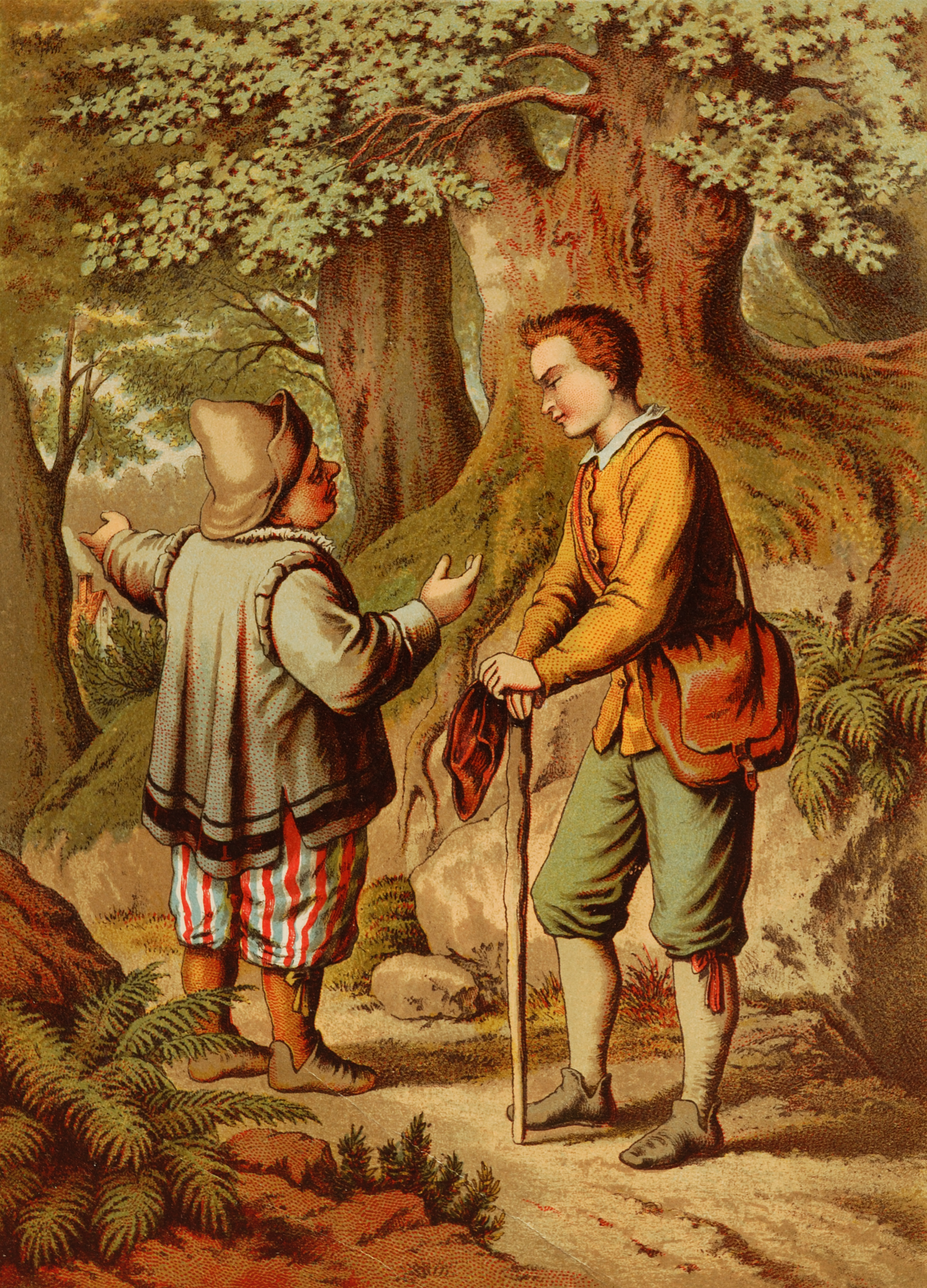
挿絵 zu Bechsteins Text, von Heinrich Leutemann oder Carl Offterdinger

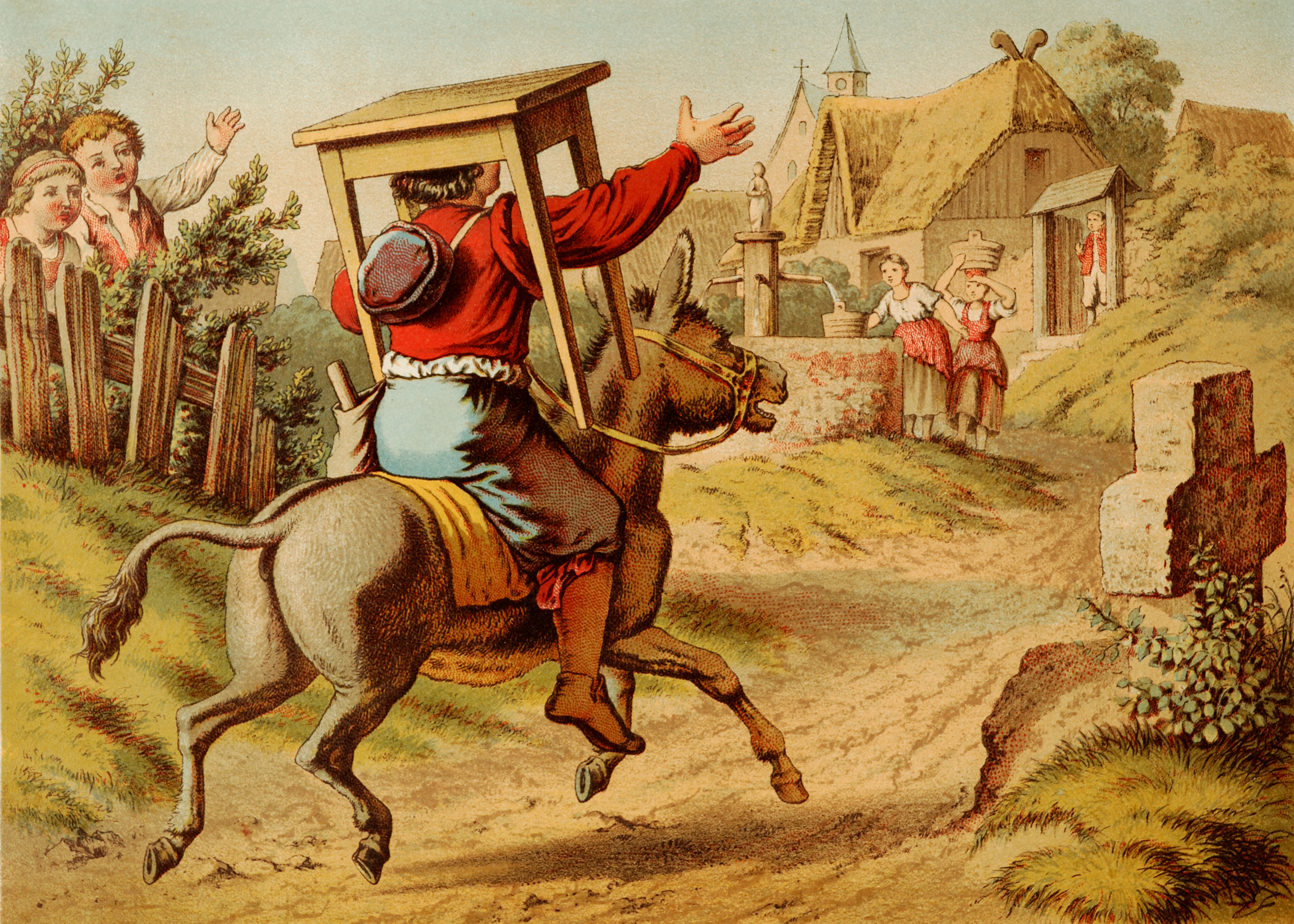
挿絵 von Heinrich Leutemann oder Carl Offterdinger

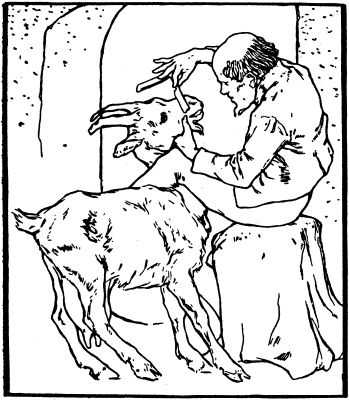
挿絵 von Otto Ubbelohde, 1909

「おぜんやご飯のしたくと金貨を生む騾馬と棍棒袋から出ろ」（独: Tischlein deck dich, Esel streck dich und Knüppel aus dem Sack）は、グリム童話の一篇。訳者によっては「“テーブルよ、ご飯の用意”とお金を生むロバと“こん棒、袋から”」の題も。

## あらすじ
あるところに、仕立屋とその3人の息子が暮らしていた。
技を覚えた長男が独立するにあたって父親は、どこでも平らなところにおいて「お膳や、ご飯の支度」と唱えれば瞬く間に食事が並ぶ魔法のテーブルを餞別として贈る。長男は旅立つが、投宿したある宿屋でそれを見せたために、就寝中に宿の主人に盗まれ、外見だけはそっくりの何の変哲もないテーブルとすり替えられてしまう。
次に独立した次男は同様に、呪文「ブリックレー・ブリット！(Bricklebrit!)」を唱えると金貨を生むラバを贈られ、金に不自由することはなくなるが、兄が投宿した同じ宿屋でやはりラバを亭主にすり替えられてしまう。
最後に三男が独立するが、長男と次男が宿屋での事件を手紙で知らせたために、父は三男に護身用の、魔法で動く棍棒の入った袋を贈る。同じ宿屋に泊まる三男。亭主は袋の中に金目の物が入っているに違いないと思い込んですり替えようとするが、待ち構えていた三男は呪文「こん棒、袋から」で棍棒に亭主を殴りつけさせ懲らしめる。亭主は反省・謝罪して長男と次男から盗んだテーブルとラバを返す。お宝を取り返した三男は兄たちにそれぞれを元通り返して一同幸せに暮らす。

## 改変
最初の方の版では、主人公が棍棒をテストするため、何の罪もない人間や犬を棍棒で殴る場面があったが、道徳的によくないと判断したためか、全て削除している。その代わり、悪人をこらしめる場面が、版を重ねるごとに詳細な描写になっていき、暴力もエスカレートしている。